# Останковичи (Светлогорский район)
Останковичи (бел. Астанкавічы) — деревня (ранее-посёлок) и железнодорожная станция в Осташковичском сельсовете Светлогорского района Гомельской области Республики Беларусь.
Наименование присвоено Указом Президиума Верховного Совета БССР от 21 января 1969 года.

## География

### Расположение
В 21 км на юго-запад от Светлогорска, в 131 км от Гомеля.

## Транспортная система
Транспортная связь по просёлочной, а затем по автодороге к Светлогорску.
В деревне 27 жилых домов (2004 год). Планировка складывается из прямолинейной, с меридиональной ориентацией, улицы вдоль железной дороги. Застройка деревянными домами.

## История
С 1915 года действовал железнодорожный разъезд, преобразованный в дальнейшем в станцию. Посёлок образовывался постепенно. В 1932 году жители посёлка вступили в колхоз.

## Население

### Численность
- 2021 год — 27 жителей

### Динамика
- 1925 год — 10 дворов
- 1959 год — 205 жителей (согласно переписи)
- 2004 год — 27 дворов, 51 житель
- 2021 год — 27 жителей